# Iain Armitage

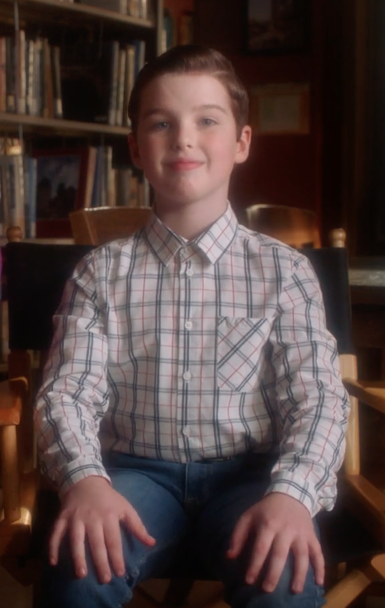
Iain Armitage (2019)

Iain Armitage (* 15. Juli 2008 in Georgia) ist ein US-amerikanischer Kinderdarsteller. Er ist für seine Hauptrolle als Sheldon Cooper in der TV-Serie Young Sheldon bekannt.

## Leben und Karriere
Iain Armitage ist der Sohn der Theaterproduzentin Lee Armitage und des schottischen Schauspielers Euan Morton. Sein Großvater war der Politiker Richard Armitage.
Erste Bekanntheit erlangte Armitage durch seinen YouTube-Kanal, auf dem er Video-Rezensionen von Musicals veröffentlicht.
Im Jahr 2017 erhielt er erste Schauspielrollen vor der Kamera, nachdem er bereits auf verschiedenen Theaterbühnen aufgetreten war. Sein Fernsehdebüt gab er in einer Episode von Law & Order: Special Victims Unit. Es folgte eine wiederkehrende Rolle als Ziggy Chapman in der HBO-Serie Big Little Lies. Erste Filmrollen hatte er mit Auftritten in Schloss aus Glas und Unsere Seelen bei Nacht.
Von 2017 bis 2024 spielte Armitage in der Fernsehserie Young Sheldon, einem Ableger der erfolgreichen Sitcom The Big Bang Theory, die Titelrolle des jungen Sheldon Cooper. Von der Serie wurden sieben Staffeln produziert und ausgestrahlt.

## Filmografie (Auswahl)
- 2017: Law & Order: Special Victims Unit (Fernsehserie, Episode 18x08)
- 2017–2019: Big Little Lies (Fernsehserie, 14 Episoden)
- 2017: Schloss aus Glas (The Glass Castle)
- 2017: Unsere Seelen bei Nacht (Our Souls at Night)
- 2017: I’m Not Here
- 2017–2024: Young Sheldon (Fernsehserie, 141 Episoden)
- 2018: The Big Bang Theory (Fernsehserie, Episode 12x10)
- 2020: Scooby! Voll verwedelt (Scoob!, Stimme)
- 2021: Paw Patrol – Der Kinofilm (PAW Patrol: The Movie, Stimme)